# NGC 2395
NGC 2395 est un vieil amas ouvert, situé dans la constellation des Gémeaux. Il a été découvert par l'astronome germano-britannique William Herschel en 1784. Sa proximité avec la nébuleuse planétaire de la Méduse (Abell 21) lui vaut parfois le nom d'amas de la Méduse.
 

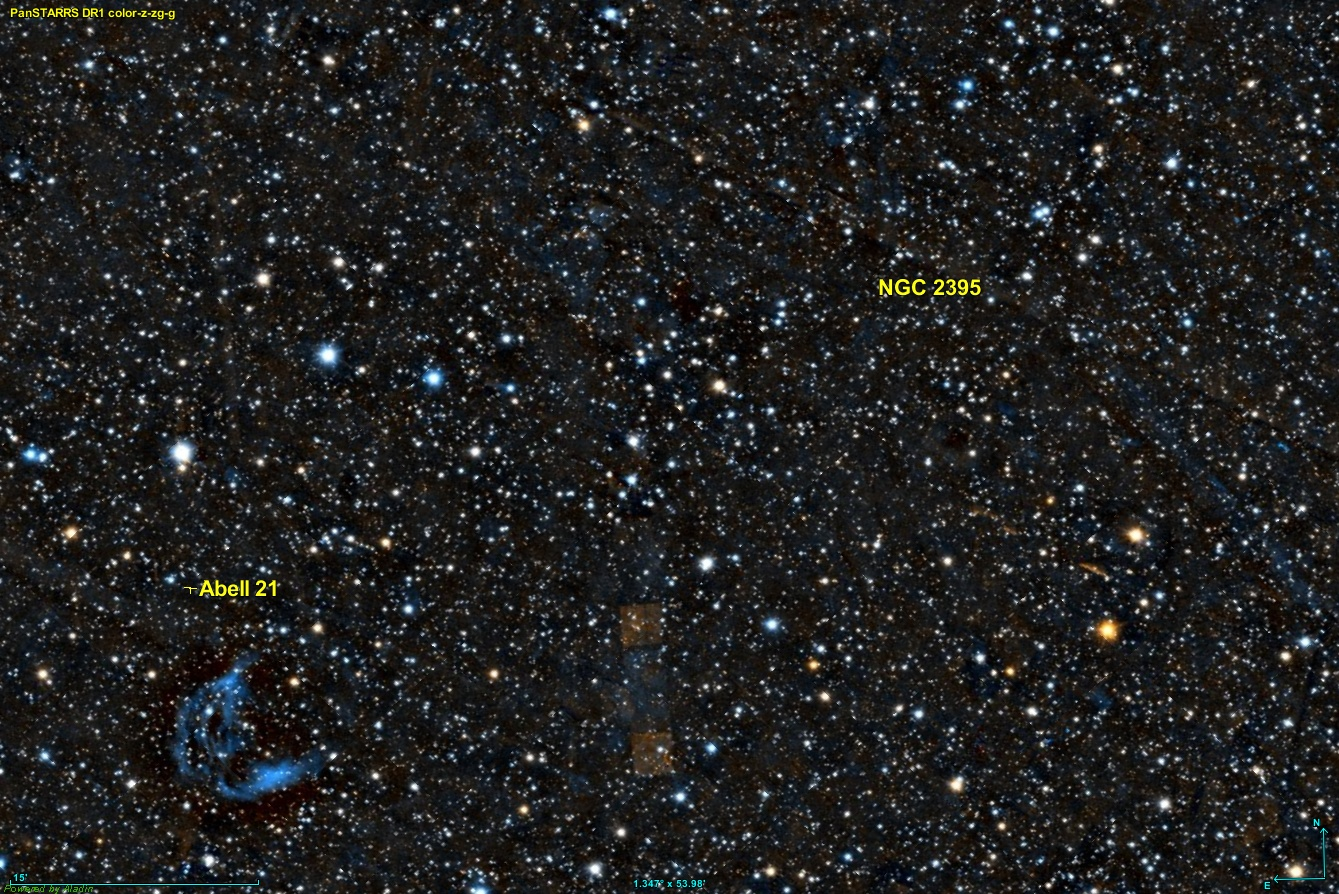
NGC 2395 et la nébuleuse de la Méduse.

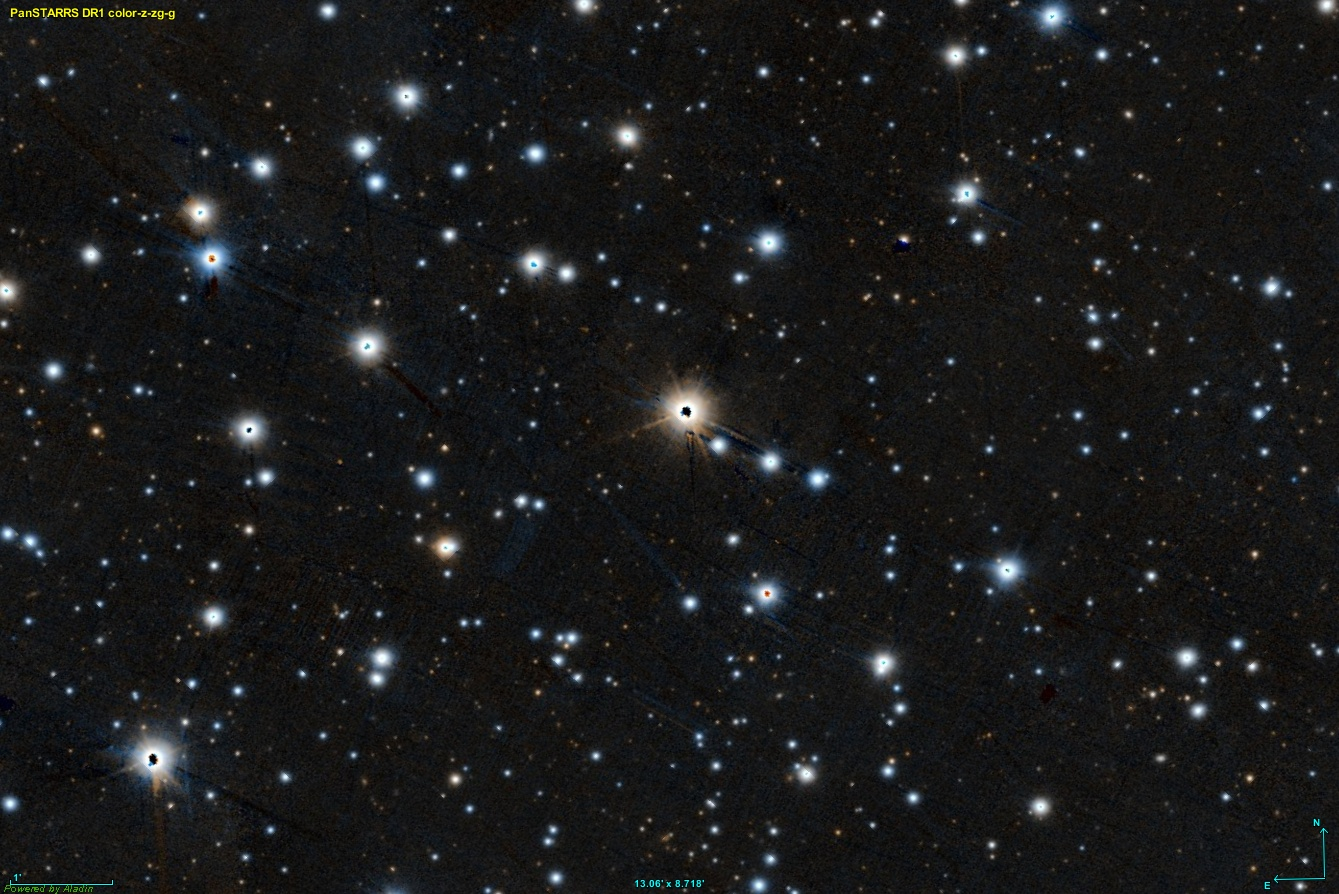
NGC 2395 compte quelques géantes rouges près de son centre.

NGC 2395 est à environ 517 pc (∼1 690 al) du système solaire et les dernières estimations donnent un âge de 1,2 milliard d'années. La présence d'étoiles géantes rouges près du centre témoignent de l'âge avancé de l'amas. La taille apparente de l'amas est de 15 minutes d'arc, ce qui, compte tenu de la distance, donne une taille réelle maximale d'environ 7,4 années-lumière.
Selon la classification des amas ouverts de Robert Trumpler, cet amas renferme moins de 50 étoiles (lettre p) dont la concentration est moyennement faible (III) et dont les magnitudes se répartissent sur un petit intervalle (le chiffre 1).